# Macaire Ier d'Antioche
Macaire Ier est le patriarche melkite d'Antioche en titre présent au concile œcuménique réuni à Constantinople en novembre 680. Il fut déposé à la neuvième session de ce concile le 7 mars 681.

## Biographie
On ignore tout de lui avant ce concile. Patriarche d'Antioche en titre, il résidait en fait à Constantinople : après la conquête d'Antioche par les musulmans (637), l'élection d'un patriarche melkite n'y fut pas autorisée avant 742. Le patriarche de Constantinople ayant été changé fin 679, Macaire apparut dans le concile comme le chef du parti monothélite, qu'il défendit avec détermination. Pour affaiblir la position de la papauté, il souligna particulièrement dans les débats l'adhésion du pape Honorius Ier au monothélisme, et contribua ainsi fortement à la seule condamnation d'un pape comme hérétique dans un concile œcuménique. À une question de l'empereur Constantin IV, il répondit qu'il préférait être coupé en morceaux et jeté dans la mer plutôt que d'admettre la doctrine du « dithélisme ». Bien qu'il ait été anathématisé et déposé à la fin de la neuvième session (sur dix-huit), il n'en continua pas moins d'occuper les débats ensuite, puisque le reste du concile fut consacré à dépouiller et réfuter trois volumes de références patristiques que lui et ses partisans avaient déposés devant l'assemblée aux cinquième et sixième sessions et qui avaient été placés sous scellés.
À la fin du concile, et à la demande de l'assemblée, Macaire et cinq de ses partisans furent exilés à Rome pour que le pape dispose d'eux à sa convenance. À Rome, lui et trois de ses compagnons maintinrent leur position et furent confinés dans différents monastères de la ville. Le pape Benoît II passa trente jours à essayer de le persuader de changer d'avis, voulant qu'il soit restauré après la mort de celui qui l'avait remplacé, mais rien n'y fit.